# Nitro Express

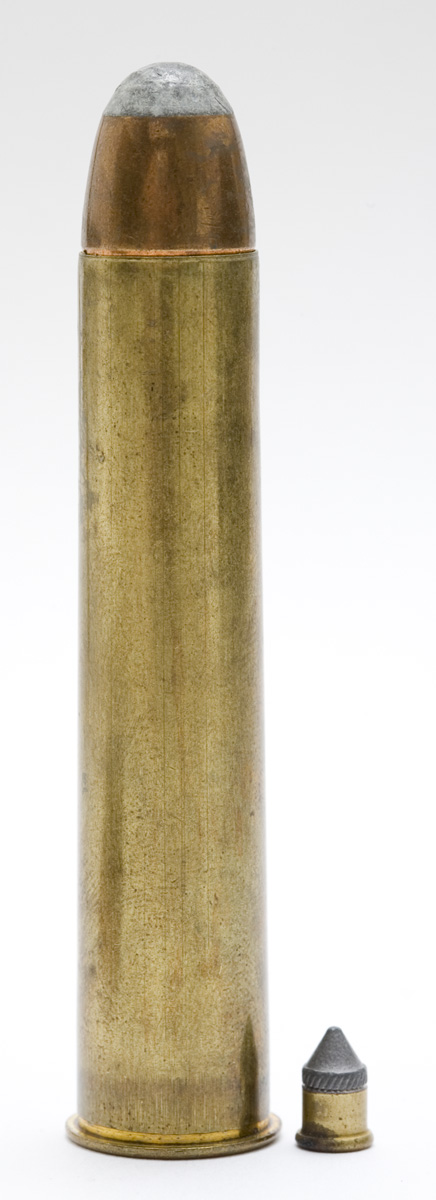
.577 Nitro Express

Nitro Express je řada nábojů, které se používají v puškách velké ráže určených pro lov velkých zvířat, například slonů. Název těchto nábojů je dovozen od výmetné slože, kterou jsou laborovány. Tou je totiž nitrocelulózový, nebo nitroglycerínový střelný prach, případně kordit. Nábojnice jsou většinou s okrajem pro použití v kulových dvojácích. Některé z těchto ráží byly konstruovány ještě v éře černého prachu a tak všeobecně náboje tohoto typu plněné bezdýmným prachem, které měly proti černoprachým postatně vyšší výkon, dostaly přídomek Nitro (Nitro Express).

## Některé z nábojů patřící do této řady

### .450 Nitro Express
.450 Nitro Express neoznačuje jeden náboj, ale několik. Všechny jsou zkonstruované k lovu tlustokožců a nebezpečné, útočící zvěře. Všechny tyto náboje používají střelu ráže .458" a mají podobnou balistickou charakteristiku. Používají se ve zbraních typu dvoják, kdy jsou dvě kulové hlavně vedle sebe a každá z nich má svojí spoušť. To je proto, že v případě opakovacích pušek by mohlo být velké časové prodlení, které může stát lovce i život.

#### .450 Nitro Express 3.25"
Tento náboj byl vyvinut kolem roku 1895 J. Rigbym. Je odvozen od náboje na černý střelný prach .450 Black Powder Express.
Specifikace:
- průměrná hmotnost střely: 480 grainů (31,1 g)
- průměrná úsťová rychlost: 700 m/s
- průměrná úsťová energie: 7620 J
- průměr střely: .458"
- průměr okraje nábojnice: .670"
- délka nábojnice: 3,25"

Nábojnice je dlouhá 3,25", okraj má průměr .670"

#### .450 Nitro Express #2 3.50"
450 Nitro Express #2 3.50" byl vyvinut firmou Eley v roce 1903. Tento náboj používá různé navážky korditu se střelou o hmotnosti 480 grainů

### .470 Nitro Express
Specifikace:
- průměrná hmotnost střely: 500 grainů (32,4 g)
- průměrná úsťová rychlost: 730 m/s
- průměrná úsťová energie: 8600 J

### .500 Nitro Express
Tento náboj je jedna ze tří variací ráže .500 Express. Je používaný pro lov velké nebezpečné zvěře v Africe a Indii. Svou účinností předčí .500 BPE (Black powder experss) i .500 Nitro BPE. Průměrný náboj .500 Nitro Express má asi o 20% více energie než .450 Nitro Express.
Specifikace
- Průměrná hmotnost střely: 570 gr (37 g)
- Průměrná úsťová rychlost: 2,100 ft/s (640 m/s)
- Průměrná úsťová úsťová energie: 5,581 ft·lbf (7,567 KJ)
- Délka nábojnice: 76 mm

### .577 Nitro Express
Tento náboj je znám také pod názvem .577 Nitro Express 2.75" (existuje totiž ještě jeho varianta označovaná jako .577 Nitro Express 3"). Jednalo se o standardní náboj lovců slonoviny v 19. a na začátku 20. století.
Původně se do něj používal černý střelný prach. Později se přešlo na bezdýmý střelný prach. Pušky komorované na tento náboj se stále vyrábí. nejznámějšími výrobci jsou Heym, Holland & Holland a James Purdey.
Specifikace
- průměrná hmotnost střely: 700 grainů
- průměrná úsťová rychlost: 610 m/s
- průměrná úsťová energie: 9000 J
- průměr střely: .585" (14,86 mm)
- délka nábojnice: 2,75" (69.85 mm)

### .600 Nitro Express
.600 Nitro Express byl představen v roce 1903. Jedná se o náboj druhé největší ráže v sérii Nitro Express (ale největší v praxi používaný, protože .700 Nitro Express byl zkonstruován až v 90. letech 20. století, když už se sloni příliš nelovili). Většina lovců ho považuje za příliš silný zejména co do zpětného rázu pro cokoliv jiného než naléhavou obranu před útočícím zvířetem (například lvem nebo slonem). Vzhledem k tomu, že náboj sám je větší než .577 Nitro Express, tak i zbraň pro něj komorovaná musí být větší a tím pádem i těžší a z tohoto hlediska se už jedná o extrémní maximum, které je profesionální lovec schopen používat. Proto byl také .577 Nitro Express mnohem oblíbenější a používanější.
Vzhledem k vysoké hmotnosti zbraně (často i 7 kg) zbraň nese lovci nosič. Protože kdyby byl lovec vyčerpaný nesením zbraně, tak by mohl mít problémy dostatečně rychle zamířit a vystřelit.
Když se střílí na slony, tak tento náboj je schopen rychle skolit slona i bez toho, aby byl zasažen mozek.
Všechny pušky komorované na tuto ráži jsou ručně vyráběné. Výroba jedné pušky může trvat i několik měsíců.
Specifikace a balistické vlastnosti
- hmotnost projektilu: 900 grainů (58,3 g)
- u ústí hlavně:
  - rychlost: 1950 ft/s (590 m/s)
  - energie: 7591 ft.lbf (10,29 kJ)
- 45 m:
  - rychlost: 1794 ft/s (547 m/s)
  - energie: 6427 ft.lbf (8,713 kJ)
  - doba letu: 0,08 s
- 90 m:
  - rychlost: 1646 ft/s (502 m/s)
  - energie: 5413 ft.lbf (7,339 kJ)
  - doba letu: 0,17 s

### .700 Nitro Express
.700 Nitro Express je náboj vyvinutý firmou Holland & Holland sídlící v Londýně v Anglii jejím zaměstnancem Jimem Bellem a Američanem Williamem Feldsteinem v roce 1988.
Konstrukce tohoto náboje vznikla zvětšením náboje .600 Nitro Express
Jedná se asi o nejsilnější lovecký náboj (ještě silnějším puškovým nábojem je .50 BMG, který byl ale navržen pro vojenské použití).
Specifikace
- průměrná hmotnost střely: 1000 grainů (64,8 g)
- průměrná úsťová rychlost: 650 m/s
- průměrná úsťová energie: 12 000 J (při ručním přebíjení nábojů je možné dosáhnout až 20 300 J)

## Synonyma názvů

### .450 Nitro-Express 3.¼"
- 11,6 × 82,5 R
- 11,65 × 82,9 R
- 11,6 × 82 R
- .450 Long
- .450 3.¼"
- DWM 70 71 268
- GR 77
- SAA 8650A
- (11,6 × 82,5 R)

### .470 Nitro-Express
- .470 Nitro-Express Rigby 3.¼"
- .470 Nitro-Express 3.¼"
- .470 Cordite
- (11,9 × 82,5 SR)

### .500 Nitro-Express 3"
- .500 Long
- 12,75 × 76,4 R
- 12,9 × 76 R
- DWM 72
- GR 139
- SAA 8965A
- (12,7 × 76 R)

### .577 Nitro-Express 3"
- (14,5 × 76 R)

### .600 Nitro-Express 3"
- SAA 9720
- (15,7 × 76 R)

### .700 Nitro-Express 3.½"
- SAA 9920
- (17,8 × 88,8)

## Srovnatelné náboje
- .585 Nyati
- .577 Tyrannosaur
- .475 A&M Magnum
- .460 Weatherby Magnum
- .50 BMG

## Ceny nábojů a zbraní na ně komorovaných
Cena luxusních pušek od Holland & Holland se pohybuje od 50 000 do 150 000 euro.
Cena nábojů .700 Nitro je od 60 do 100 dolarů za jeden kus.